# Caprimulgus stellatus
El chotacabras estrellado o chotacabra estrellada (Caprimulgus stellatus) es una especie de ave caprimulgiforme de la familia Caprimulgidae endémica de África oriental.

## Distribución
Se encuentra únicamente al este del Cuerno de África, distribuido por Etiopía, Kenia, Somalia y Sudán del Sur.